# Gwenda Matthews
Gwenda Matthews (Gwenda Mary Matthews, in erster Ehe Hurst, in zweiter Ehe Ward; * 6. Juni 1944 in London) ist eine ehemalige britische Hoch- und Weitspringerin.
Beim Hochsprung der Olympischen Spiele 1964 in Tokio schied sie in der Qualifikation aus.
1966 wurde sie für England startend bei den British Empire and Commonwealth Games in Kingston Sechste im Hochsprung und Zehnte im Weitsprung.

## Persönliche Bestleistungen
- Hochsprung: 1,72 m, 31. Mai 1964, Hagen
- Weitsprung: 5,87 m, 1966